# IDEA League
Die IDEA League ist eine strategische Allianz fünf führender technischer Universitäten in Europa.
Eines der Hauptziele der IDEA League ist es, Europas Position in der Weltspitze in Technologie und Wissenschaft zu halten. Dies soll durch die Zusammenarbeit der besten Institutionen Europas erreicht werden.

## Geschichte
Gegründet wurde die IDEA League am 6. Oktober 1999, als eine Absichtserklärung zwischen den vier Gründungsmitgliedern unterschrieben wurde. Der Name IDEA League setzt sich aus den Namen der vier Gründungsmitglieder zusammen. Die Gründungsmitglieder damals waren das Imperial College London (Großbritannien), die TU Delft (Niederlande), die ETH Zürich (Schweiz) und die RWTH Aachen aus Deutschland.
Im Jahr 2006 trat die ParisTech (Frankreich) als fünftes Mitglied der IDEA League bei. Im Dezember 2012 verließ  jedoch das Imperial College die IDEA League. Auch ParisTech verließ Ende 2013 das Netzwerk aus Gründen der Umstrukturierung wieder. Anfang 2014 trat als neues viertes Mitglied die Technische Hochschule Chalmers aus dem schwedischen Göteborg bei. Im März 2016 trat das Polytechnikum Mailand der IDEA League bei.

## Organisation
Die Präsidentschaft der IDEA League wechselt im Zwei-Jahres-Rhythmus zwischen den Präsidenten beziehungsweise Rektoren der Partneruniversitäten. Für den Turnus 2024–2026 hat Ulrich Rüdiger von der RWTH Aachen das Präsidentenamt inne.
Das Büro der League wird an der TU Delft geführt. Secretary General ist J. Leslie Zachariah-Wolff.
Seit 2016 besteht die IDEA League aus den folgenden Universitäten:
- TU Delft (Niederlande)
- ETH Zürich (Schweiz)
- RWTH Aachen (Deutschland)
- Chalmers (Schweden)
- Polytechnikum Mailand (Italien)

Zusammen haben die Hochschulen und damit die IDEA League ungefähr 135.000 Studierende.